# آریهیرو هاسه
آریهیرو هاسه (انگلیسی: Arihiro Hase; ۲۲ آوریل ۱۹۶۵ – ۳۰ ژوئیهٔ ۱۹۹۶) صداپیشه، و بازیگر اهل ژاپن بود. وی بین سال‌های ۱۹۸۲ تا ۱۹۹۶ میلادی فعالیت می‌کرد.